# Expedició 34
L'Expedició 34 var ser la trenta-quatrena expedició de llarga duració a l'Estació Espacial Internacional (ISS). Es va iniciar el 18 de novembre de 2012 amb la sortida de la ISS de la nau espacial Soiuz TMA-05M, que va tornar l'Expedició 33 cap a la Terra.

## Tripulació
| Posició           | Primera Part (Novembre de 2012)          | Segona Part (Desembre 2012 a març de 2013) |
| ----------------- | ---------------------------------------- | ------------------------------------------ |
| Comandant         | Kevin A. Ford, NASA Segon vol espacial   | Kevin A. Ford, NASA Segon vol espacial     |
| Enginyer de vol 1 | Oleg Novitskiy, RSA Primer vol espacial  | Oleg Novitskiy, RSA Primer vol espacial    |
| Enginyer de vol 2 | Evgeny Tarelkin, RSA Primer vol espacial | Evgeny Tarelkin, RSA Primer vol espacial   |
| Enginyer de vol 3 |                                          | Thomas Marshburn, NASA Segon vol espacial  |
| Enginyer de vol 4 |                                          | Chris Hadfield, CSA Tercer vol espacial    |
| Enginyer de vol 5 |                                          | Roman Romanenko, RSA Segon vol espacial    |

FontNASA